# 宮崎女子ロードレース
宮崎女子ロードレース（みやざきじょしロードレース）は、宮崎県宮崎市で開催されていた陸上競技大会のひとつである。

## 概要
1979年（昭和54年）に開催された宮崎国体の開催を記念して、1981年（昭和56年）3月1日に、男子が「宮崎30キロロードレース大会」、女子が「宮崎レディースロードレース大会」（20キロ）として開催された。その後、1985年の第5回大会より女子のみの開催となり、第15回からは20kmがハーフマラソンになった。
ハーフマラソンの部は、宮崎県庁楠並木通り（宮崎県警本部前）をスタートして市内を回り、宮崎県総合運動公園陸上競技場に入ってゴールする公認コース（21.0975キロ）で開催されていた。
しかし競技のレベルや有力選手の招待などが困難となったことから、2010年の第30回大会で終了することが発表された。

## 歴代優勝者
| 回 | 開催年 | 優勝記録      | 氏名             | 所属             |
| -- | ------ | ------------- | ---------------- | ---------------- |
| 18 | 1998   | 1時間12分22秒 | 市河麻由美       | 三井海上         |
| 19 | 1999   | 1時間10分33秒 | 川上優子         | 沖電気宮崎       |
| 20 | 2000   | 1時間09分40秒 | 大南博美         | 東海銀行         |
| 21 | 2001   | 1時間09分42秒 | エレナ・マイヤー | 南アフリカ共和国 |
| 22 | 2002   | 1時間08分22秒 | 野口みずき       | グローバリー     |
| 23 | 2003   | 1時間10分06秒 | 千葉真子         | 豊田自動織機     |
| 24 | 2004   | 1時間07分47秒 | 野口みずき       | グローバリー     |
| 25 | 2005   | 1時間09分58秒 | リディア・シモン | ルーマニア       |
| 26 | 2006   | 1時間09分57秒 | 奥永美香         | 九電工           |
| 27 | 2007   | 1時間08分30秒 | 野口みずき       | シスメックス     |
| 28 | 2008   | 1時間09分34秒 | ジュリア・モンビ | ケニア・アルゼ   |
| 29 | 2009   | 1時間11分22秒 | 須澤麻希         | 京セラ           |
| 30 | 2010   | 1時間10分27秒 | 勝又美咲         | 第一生命         |

## 運営
- 主催：九州陸上競技協会、宮崎日日新聞社、宮崎放送、テレビ宮崎、宮崎県教育委員会、宮崎県体育協会
- 後援：日本陸上競技連盟、宮崎県、宮崎市、宮崎市教育委員会
- 協力：ミズノ、ニシ・スポーツ、プーマジャパン、フェニックス・シーガイア・リゾート、アシックス、南九州コカ・コーラボトリング、宮崎県米消費拡大推進協議会、スポーツランドみやざき推進協議会